# Галатский язык
Галатский язык — вымерший кельтский язык, на котором говорили в Галатии в Малой Азии (современная Турция) с III века до н. э. до IV столетия н. э. Некоторые древние источники утверждают, что на галатском языке говорили ещё в VI веке. Родственен галльскому языку.

## Лексика
Из языка сохранилось лишь несколько кратких глосс в комментариях классических авторов и рассеянные имена на надписях. В целом они составляют приблизительно 120 слов, главным образом имена и географические названия. Записанные греческими авторами слова:
- άδάρκα (adarka) — некое растение,
- αδες (ades) — ноги,
- βαρδοί (bardoi) — бард, поющий поэт
- μάρκα (marka) — лошадь
- τριμαρκισία (trimarkisia) — боевая группа из трёх всадников.

### Имена собственные
Личные имена заканчиваются на riks, иногда на -marus и соответствуют распространённым именам на всём кельтоговорящем пространстве. Многие содержат общий для кельтских языков корень:
- *brog- «страна, территория». Для сравнения: древнеирландский mruig, валлийский и бретонский bro; родственный латинскому margo и готскому marka,
- *epo- «лошадь»; древнеирландский ech, валлийский eb- (сохранилось в слове ebol «пони» и как часть в ebrwydd «стремительно»),
- *māro- «великий». Для сравнения: галльский -māros, древнеирландский mór, валлийский mawr, бретонский meur
- *rig(o)-, «король». Для сравнения: галльский -rīx/-reix, ирландский rí, валлийский rhi; родственный готскому -reiks и латинскому rēx.

Примеры:
Άδιατόριξ (Adiatorīx) — Адиаторикс
Βιτοριξ (Bitorīx) — Биторикс
Βρογιμάρος (Brogimāros) — Брогимарос
Κάμμα (Cāmmā) — Камма
Δομνείων (Domneiū) — Домнею
Έπόνη (Eponī) — Эпони
Ολοριξ (Olorīx) — Олорикс
Σμερτομάρα (Smertomārā) — Смертомара
Τεκτομάρος (Tectomāros) — Тектомарос
Родовые имена включают:
- Ambitouti (древнеирландский imm-, валлийский am «вокруг»; древнеирландский tuath, валлийский tut, «племя»).
- Ριγόσαγες (Rigosages - «Ловчие короля»). Для сравнения: ирландский saigid «идти, искать», валлийский haedu, глагольный суффикс -ha «стремиться».
- Τεκτόσαγες (Tectosages — «Блуждающие искатели»). Для сравнения родственное племя вольков тектосагов в Галлии. Древнеирландский techt «движение», валлийский taith, «путешествие»).

### Географические названия
Топонимика включает
- Acitorīgiāco («[Поселение из] Acitorīx»; например Acitodunum в Галлии),
- Άρτικνιακόν (Articniācon, «[Поселение из] Artiknos» [«Сын медведя»]),
- Δρυνέμετον (Drunemeton; от пракельтского *dru- «дуб» или «могучий». Для сравнения: древнеирландский druí, валлийский dryw [от *dru-wid-s], «друид, мудрец», древнеирландский neimed, валлийский nyfed «священное место, [священная] роща»). Обозначает место встречи галатских тетрархов и судей.
- Ούινδια (Uindia; древнеирландский finn, валлийский gwyn [мужской род], gwen [женский род.] «светлый, белый»).